# Bernadett Dira
Bernadett Dira (* 8. April 1980 in Budapest) ist eine ehemalige ungarische Biathletin.
Bernadett Dira lebt und trainierte in Budapest. Sie startete für Honvéd Zalka Gyöngyös und begann 1993 mit dem Biathlonsport. Zum Auftakt der Saison 1995/96 gab sie im Alter von erst 15 Jahren ihr Debüt im Biathlon-Weltcup und wurde in Östersund 88. eines Einzels. War sie im Einzel noch Letzte, konnte sie als 68. des folgenden Sprints 23 Läuferinnen hinter sich lassen. Erster Höhepunkt in ihrer ersten Saison wurden die Biathlon-Weltmeisterschaften 1996 in Ruhpolding, bei denen die Ungarin 65. des Sprints und mit Éva Szemcsák, Anna Bozsik und Zsuzsanna Bekecs 16. im Staffelwettbewerb wurde. Zum Ende der Saison 1996/97 erreichte Dira in Nowosibirsk als 55. eines Sprints ihr bestes Karriereresultat im Weltcup. Zum Karrierehöhepunkt wurden die Olympischen Winterspiele 1998 in Nagano, bei denen sie im Sprint 63. wurde. Daran schlossen sich die Biathlon-Juniorenweltmeisterschaften 1998 in Jericho an, bei denen Dira 43. des Einzels wurde. Im weiteren Jahresverlauf nahm die Ungarin an den Sommerbiathlon-Weltmeisterschaften 1998 in Osrblie teil, wo sie 37. des Sprints, 29. der Verfolgung und mit Bekecs, Marta Barna und Kornélia Földi Achte mit der Staffel wurde. Erste internationale Meisterschaft des Folgejahres wurden zunächst die Biathlon-Juniorenweltmeisterschaften 1999 in Pokljuka. Dira kam in drei Rennen zum Einsatz, wurde 60. des Einzel, 55. des Sprints und beendete das Rennen mit der Staffel nicht. Zum Karriereende wurde ein Einsatz bei den Biathlon-Weltmeisterschaften 1999 am Holmenkollen in Oslo, Dira erreichte im Einzel den 62. Platz.

## Weltcup-Platzierungen
Die Tabelle zeigt alle Platzierungen (je nach Austragungsjahr einschließlich Olympische Spiele und Weltmeisterschaften).
- 1.–3. Platz: Anzahl der Podiumsplatzierungen
- Top 10: Anzahl der Platzierungen unter den ersten zehn (einschließlich Podium)
- Punkteränge: Anzahl der Platzierungen innerhalb der Punkteränge (einschließlich Podium und Top 10)
- Starts: Anzahl gelaufener Rennen in der jeweiligen Disziplin

| Platzierung                                        | Einzel | Sprint | Verfolgung | Massenstart | Team | Staffel | Gesamt |
| -------------------------------------------------- | ------ | ------ | ---------- | ----------- | ---- | ------- | ------ |
| 1. Platz                                           |        |        |            |             |      |         |        |
| 2. Platz                                           |        |        |            |             |      |         |        |
| 3. Platz                                           |        |        |            |             |      |         |        |
| Top 10                                             |        |        |            |             |      |         |        |
| Punkteränge                                        |        |        |            |             | 1    | 1       | 2      |
| Starts                                             | 16     | 25     | 2          |             | 1    | 1       | 45     |
| Stand: Karriereende, einschließlich WM und Olympia |        |        |            |             |      |         |        |